# Padunia
Padunia is een geslacht van schietmotten uit de familie Glossosomatidae.

## Soorten
- P. adelungi AV Martynov, 1910
- P. akkad H Malicky & P Chantaramongkol, 2009
- P. alpina T Kagaya & T Nozaki, 1998
- P. alwan H Malicky, 2009
- P. bikinensis AV Martynov, 1934
- P. burebista H Malicky & P Chantaramongkol, 1992
- P. fasciata (M Tsuda, 1942)
- P. forcipata AV Martynov, 1934
- P. introflexa H Nishimoto & T Nozaki, 2007
- P. karaked H Malicky & P Chantaramongkol, 1992
- P. lepnevae AV Martynov, 1929
- P. obpyriformis H Nishimoto & T Nozaki, 2007
- P. pallida H Nishimoto & T Nozaki, 2007
- P. perparvus H Nishimoto & T Nozaki, 2007
- P. ramifera H Nishimoto & T Nozaki, 2007
- P. rectangularis H Nishimoto & T Nozaki, 2007